# Kumkapı

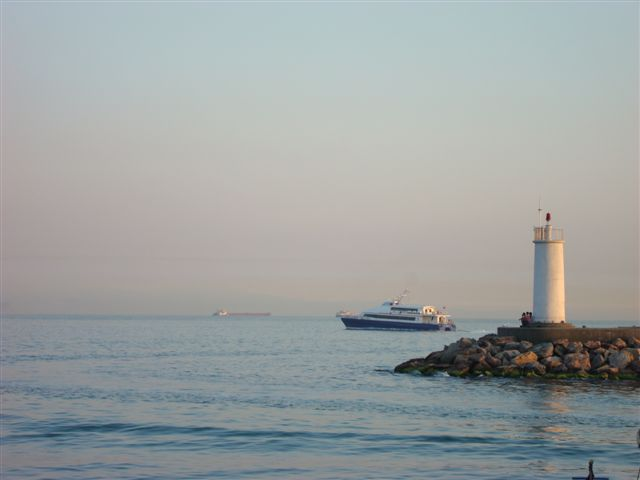
Panorama del Mar di Marmara da Kumkapi.

Kumkapı (in turco: porta della sabbia, dal nome turco di una porta scomparsa delle mura marittime di Costantinopoli) è un quartiere appartenente al distretto di Fatih (la città murata) di Istanbul. Si trova lungo il mar di Marmara. Fino a tempi recenti, Kumkapı era per lo più abitato da greci (oggi quasi completamente emigrati) ed armeni, i quali hanno ancora una scuola della comunità e diverse chiese nel quartiere. Ivi si trova il Patriarcato armeno di Costantinopoli. Nel periodo bizantino, la zona era conosciuta in greco come Kontoskàlion, nome usato ancora adesso dai greci di Istanbul.
Kumkapı ha una stazione sulla linea di metropolitana leggera T6, che riutilizza la vecchia stazione della linea suburbana Sirkeci-Halkalı.
Il quartiere è famoso ad Istanbul per i suoi ristoranti di pesce, e possiede anche diversi negozi caratteristici come alcuni fra i più antichi kaymakci, le rivendite di kaymak (panna di bufala) della città.